# Бинетти, Стив
Стив Бинетти (нем. Steve Binetti, родился 1 июня 1966, Восточный Берлин) — немецкий композитор и музыкант.
Член Берлинской музыкальной подпольной сцены, Бинетти выступал c многочисленными Блюз и Рок’н’Ролл группами и выпустил соло, а также совместные диски.

## Его Жизнь
С 1984 года Стив Бинетти был членом и соучредителем групп «Hard Pop», «This Pop Generation» и «B.R.O.N.X». Избранные записи этих групп (c участием Бинетти) были изданы в альбомах-компиляциях под договором бывшей восточногерманской альтернативной музыкальной компании «Die Anderen Bands». Бинетти выступал c такими музыкантами ГДР, как Стивен Гарлинг, Конрад Бауер, Клаус Зельмке, Петер Холлингер и Франк Ноймайер.
С 1992 Бинетти действует как композитор и музыкант на различных немецких сценах, в том числе на народной сценe Берлинa «Volksbühne», в театре Шиллера (Берлин), в Театре Максимa Горького и в Бременском Aктерском Доме. Преимущественно он сочинял и играл также для инсценировок Франка Касторфа, например, в «Clockwork Orange», «Fruen fra Havet», «Hochzeitsreise» («Свадебное путешествие») и «Terrordrom». В 2006 он сочинил музыку к художественному фильму «Herzentöter» — «Убийца Сердец».

## Дискография
- Delphinium and Cynosure (1991)
- The Complete Clockwork Orange Soundtrack (1993)
- Fruen fra Havet (1994)
- Thicket (2006)
- Herzentöter — Remixed and Original Soundtracks from the Motion Picture (2007)
- Driving Alone (2007)
- Kean (2009)
- Paris, Texas (2011)